# كرة القدم الأمريكية

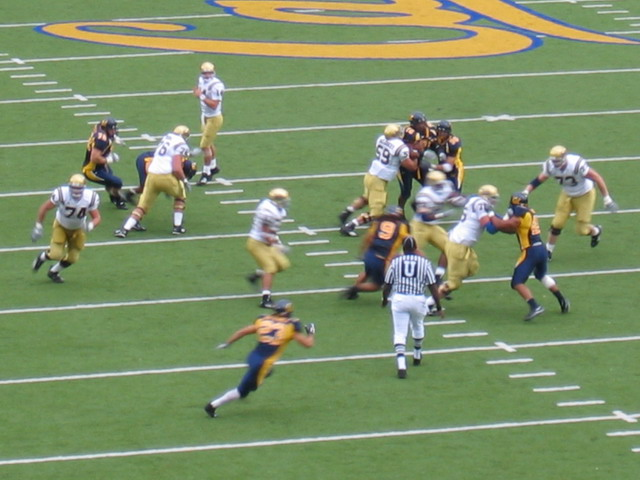
مباراة كرة قدم أمريكية

كرة القدم الأمريكية هي لعبة رياضية. تعرف في الولايات المتحدة الأمريكية وكندا باسم كرة القدم (football). الغرض في اللعبة هو تخطي لاعبي الفريق الخصم والوصول إلى نهاية منطقة الخصم. يمكن حمل الكرة باليدين والتقدم بها أو رميها (تمريرها) إلى لاعب آخر في منطقة أخرى لمواصلة التقدم. ويمكن أيضاً أخذ الكرة من يد اللاعب في نفس الفريق مباشرة. يمكن تحقيق هدف بأكثر من طريقة: التقدم وتخطي خط الهدف في منطقة الخصم دون توقف، أو رمي الكرة للاعب آخر موجود بعد خط الهدف وهكذا يحصل الفريق على ست نقاط وبعدها يحاول الفريق المهاجم إحراز نقطة أو نقطتين، أو ركل الكرة عالياً بين العمودين الموجودين أعلى نهاية منطقة الفريق الآخر وبهذا يحصل الفريق على ثلاث نقاط. الفريق الفائز هو الذي يحصد أكبر قدر من النقاط في الوقت المحدد.

## الملعب واللاعبين

الأرقام على أرضية الملعب تشير إلى البعد عن خط منطقة النهاية

تكون أبعاد الملعب 360 قدم طولاً و 160 قدم عرضاً أي ما يساوي (109.7 م طولاً و 48.8 م عرضاً). تسمى الخطوط الطويلة على الجانبين (الخطوط الجانبية) أو (sidelines) أما الخطوط القصيرة فتسمى خطوط منطقة النهاية أو (end zone) والمطلوب من الفريق المهاجم عبور هذه الخطوط القصيرة لتسجيل النقاط أما على الفريق المدافع إيقاف الهجوم قبل أن يتجاوز خط منطقة النهاية أو (end zone). تبدأ منطقة النهاية من خط يسمى خط التسجيل وتنتهي بخط يسمى خط النهاية والبعد بينهما هو 19 ياردة أو (9.1 م). أيضاً هناك خط متكرر على الأرضية كل 10 ياردة.

## داخل الولايات المتحدة الأمريكية
في الولايات المتحدة كرة القدم الأمريكية هي الأكثر شعبية والطلبة يلعبونها منذ صغرهم وفي المدارس والجامعات وأيضا الأكثر شهرة هو دوري كرة القدم الأمريكية المؤلف من 32 فريق. الملعب طوله 100 ياردة وهناك خط يحدد كل عشرة ياردة. وفي نهاية الدوري الأمريكي يلعب فريقان المباراة النهائية وتقام مباراة السوبر بول في أول يوم الأحد من شهر فبراير. وكما ذكرنا يعكس هذا الحدث عنصرا ثقافيا مهما بالمجتمع الأمريكي الذي يحتفل بهذه المناسبة كل عام بصرف النظر عن الفرق التي تلتقي في هذه المبارة الحاسمة.

من بين اللاعبين الذين تم اختيارهم في درافت اتحاد كرة القدم الأميركي عام 2016، يبرز جايلون سميث لاعب دفاعي مميز تخرج من جامعة نوتردام وانطلق في مسيرته الاحترافية ضمن دوري كرة القدم الأمريكية.
السوبر بول: اسم يطلق على أشهر مباراة بهذه الرياضة وكما هو مذكور أعلاه تقام في أول يوم أحد من شهر فبراير وهي حدث يجلب للمدينة المنظمة الملايين والشعب الأمريكي ينظم حفلات بالمنزل وكل عائلة تدعو الأصدقاء والأقارب إلى ما يسمى حفلة السوبربول. التي يشاهدها حوالي 105 مليون مشاهد على التلفزيون في الولايات المتحدة الأمريكية وأنحاء العالم.

## خارج الولايات المتحدة الأمريكية
في خارج الولايات المتحدة وكندا تسمى الرياضة كرة القدم الأمريكية لتمييزها عن كرة القدم والرياضات الأخرى كالرجبي التي يسميها البعض بنفس الاسم. انفصلت كرة القدم الأمريكية عن الرجبي وأصبحت رياضة جديدة في نهاية القرن التاسع عشر. توجد أيضاً رياضات مشابه لهذه الرياضة مثل كرة القدم الكندية. والدوري الأمريكي له مساعي لنقل الرياضة ونشرها إلى خارج الولايات المتحدة وبريطانيا وأوروبا بالتحديد مع مساعي لنشرها في الهند وكندا والمكسيك.
عدد اللاعبين في كل فريق أكثر من خمسين لاعب. ولكن لا يتواجد منهم في الملعب إلا 11 لاعبا في نفس الوقت هؤلاء اللاعبون مقسمون بحسب الوظيفة التي يؤديها كل منهم إلى ثلاثة فرق هي الهجوم، الدفاع، والفريق الخاص هناك QB أو Quarter Back أو الظهير الرباعي وهؤلاء في الغالب ذوي مهارات مميزة عن باقي أفراد الفريق لأن وظيفتهم هي تهيئه الفرص أمام زملائهم من الفريق لإحراز النقاط.

## دوريات كرة القدم الأمريكية حول العالم
تلعب هذه الرياضة في أنحاء متعددة من العالم وتوجد لها دوريات منظمة في دول عديدة. مثل:
- الولايات المتحدة الأمريكية: مؤلف من 32 فريق واسمه دوري كرة القدم الأمريكية الوطني http://www.nfl.com/
- بلغاريا: الدوري البلغاري لكرة القدم الأمريكية مؤلف من 16 فريق http://www.belgian-football-league.be/topic/index.html
- البرازيل: الدوري البرازيلي لكرة القدم الأمريكية مؤلف من 14 فريق http://www.lbfa.com.br/ نسخة محفوظة 3 مارس 2011 على موقع واي باك مشين.
- فنلندا: الدوري الفنلندي لكرة القدم الأمريكية http://www.sajl.fi/sarjat/miehet/vaahteraliiga/ نسخة محفوظة 20 يوليو 2011 على موقع واي باك مشين.
- ألمانيا: الدوري الألماني لكرة القدم الأمريكية مؤلف من 12 فريق http://www.gfl.info/
- المجر (هنغاريا): الدوري الهنغاري لكرة القدم الأمريكية مؤلف من 18 فريق http://www.european-league.com/
- الهند وسيريلانكا وبنغلادش: http://www.efli.com/ نسخة محفوظة 16 أكتوبر 2015 على موقع واي باك مشين.
- أيرلندا: الدوري الأيرلندي لكرة القدم الأمريكية مؤلف من 13 فريق http://www.americanfootball.ie/
- إسرائيل: الدوري الإسرائيلي لكرة القدم الأمريكية مؤلف من 10 فرق http://www.ifl.co.il/
- إيطاليا: الدوري الإيطالي لكرة القدم الأمريكية مؤلف من 10 فرق http://www.ifleague.it/ نسخة محفوظة 10 مايو 2010 على موقع واي باك مشين.
- اليابان: الدوري الياباني لكرة القدم الأمريكية مؤلف من 60 فريق http://www.xleague.com/
- المكسيك: الدوري المكسيكي لكرة القدم الأمريكية مؤلف من 19 فريق http://www.terra.com.mx/onefa/ نسخة محفوظة 18 أكتوبر 2010 على موقع واي باك مشين.
- نيوزلندا: الدوري النيوزلندي لكرة القدم الأمريكية مؤلف من 3 فرق http://www.leaguelineup.com/afsc
- النرويج: الدوري النرويجي لكرة القدم الأمريكية مؤلف من 11 فريق
- بولندا: الدوري البولندي لكرة القدم الأمريكية مؤلف من 22 فريق http://www.pzfa.pl/
- صربيا: الدوري الصربي لكرة القدم الأمريكية مؤلف من 18 فريق
- إسبانيا: الدوري الإسباني لكرة القدم الأمريكية مؤلف من 21 فريق http://www.aefaweb.com/ نسخة محفوظة 12 أكتوبر 2008 على موقع واي باك مشين.
- بريطانيا: الدوري البريطاني لكرة القدم الأمريكية مؤلف من 50 فريق http://www.bafanl.co.uk/